# Chloé Trespeuch
Pour les articles homonymes, voir Trespeuch.
Chloé Trespeuch, née le 13 avril 1994 à Bourg-Saint-Maurice en Savoie,  est une snowboardeuse française, membre de l'équipe de France de snowboardcross. Médaillée de bronze aux Jeux de Sotchi en 2014, elle est vice-championne olympique de la discipline derrière Lindsey Jacobellis à Pékin en 2022. En 2023-2024, juste avant de fêter ses 30 ans, Chloé Trespeuch remporte le gros globe de cristal du classement général de la Coupe du monde de snowboard cross.

## Biographie
Durant son enfance, Chloé ne pratiquait pas que le snowboard qu'elle a commencé à 6 ans à Val Thorens. Elle pratiquait aussi l'équitation à Saint-Jean-de-Monts et elle continue encore aujourd'hui de pratiquer cette discipline en compétition amateur[réf. souhaitée]. Elle est la sœur de Léo Trespeuch.
Licenciée à Val Thorens en Savoie, elle fait partie de l'équipe de France féminine de snowboard depuis 2009. Elle devient vice championne d'Europe Senior en 2010 puis championne d'Europe en 2011 alors qu'elle n'a que 16 ans.
Elle intègre le lycée sport études Pole France d'Albertville en 2012.
Lors des Jeux olympiques d'hiver de 2014, elle décroche une médaille de bronze en Snowboard aux boardercross.
Aux championnats du monde 2017 à Sierra Nevada, elle empoche la médaille d'argent, sa première médaille mondiale, en terminant juste derrière l'Américaine Lindsey Jacobellis lors de la finale.
Elle est étudiante à l'université de Savoie. 
Lors des Jeux de Pékin 2022  le 9 février, Chloé Trespeuch passe tous les tours jusqu'à la finale, alors que sa compatriote vice-championne olympique 2018, Julia Pereira de Sousa Mabileau est éliminée sur chute en demi-finale, avant de gagner la petite finale et de se classer cinquième. Dans la course pour le podium, elle effectue la quasi-totalité du parcours derrière l'Américaine Lindsey Jacobellis qui dispute ses cinquièmes Jeux à 36 ans, mais doit aussi surveiller le retour de la Canadienne Meryeta O'Dine. Finalement, Jacobellis l'emporte et la Française conserve sa deuxième place synonyme de médaille d'argent olympique, huit ans après le bronze gagné en 2014 à Sotchi.
Le 24 mars 2024, Trespeuch s'adjuge son premier globe de cristal à l'issue de la dernière étape de Coupe du monde de snowboardcross au Mont Saint-Anne, au Canada. Victorieuse à trois reprises cette saison aux Deux Alpes, à Gondouari et à Montafon, elle est la troisième Française à remporter le globe de cristal de la discipline après Karine Ruby et Nelly Moenne-Locoz.
Le 12 septembre 2024 elle annonce être enceinte de son premier enfant et donc faire une pause dans sa carrière, prévue pour durer un an.

## Palmarès

### Jeux olympiques
| Épreuve / Édition   | Snowboardcross |
| ------------------- | -------------- |
| JO 2014 Sotchi      | Bronze         |
| JO 2018 Pyeongchang | 5e             |
| JO 2022 Pékin       | Argent         |

### Championnats du monde
- Championnats du monde 2017 à Sierra Nevada (Espagne) :
  -  Médaille d'argent en cross.
- Championnats du monde 2023 à Bakuriani (Géorgie) :
  -  Médaille d'argent en cross par équipes.

### Coupe du monde
- 1 gros globe de cristal :
  - Vainqueur du classement snowboardcross en 2024.
- 42 podiums dont 7 victoires.

#### Différents classements en coupe du monde
| Année/Classement | Année/Classement | Snowboarccross | Snowboarccross |
| ---------------- | ---------------- | -------------- | -------------- |
| Année/Classement | Année/Classement | Class.         | Points         |
| 2011             | 2011             | 26e            | 580            |
| 2012             | 2012             | 8e             | 2 230          |
| 2013             | 2013             | 20e            | 870            |
| 2014             | 2014             | 9e             | 1 492          |
| 2015             | 2015             | 4e             | 1 400          |
| 2016             | 2016             | 4e             | 4 260          |
| 2017             | 2017             | 4e             | 3 740          |
| 2018             | 2018             | 2e             | 7 190          |
| 2019             | 2019             | 5e             | 2 100          |
| 2020             | 2020             | 3e             | 3 340          |
| 2021             |                  |                |                |

#### Détails des victoires en Coupe du monde
| Épreuve / Édition | Snowboard Cross                   |
| ----------------- | --------------------------------- |
| 2015-2016         | Bokwang                           |
| 2017-2018         | Cerro Catedral                    |
| 2019-2020         | Sierra Nevada                     |
| 2022-2023         | Cervinia                          |
| 2023-2024         | Les Deux Alpes Goudaouri Montafon |

### Championnats du monde juniors
| Épreuve / Édition                  | Snowboardcross |
| ---------------------------------- | -------------- |
| Mondiaux 2011 Valmalenco           | Argent         |
| Mondiaux 2013 Erzurum              | Argent         |
| Mondiaux 2014 Chiesa in Valmalenco | 5e             |

### Championnats de France
- Médaille de bronze à Peyragudes en 2018.

## Décorations
- Chevalier de l'ordre national du Mérite en 2014[9]